# The End of the Bridge
The End of the Bridge è un cortometraggio muto del 1914. Il nome del regista non viene riportato nei credit.

## Produzione
Il film fu prodotto dalla Balboa Amusement Producing Company. Venne girato a Long Beach, la cittadina californiana sede della casa di produzione.

## Distribuzione
Distribuito dalla Box Office Attractions Company, il film - un cortometraggio di due bobine - uscì nelle sale cinematografiche statunitensi il 26 ottobre 1914 presentato da William Fox.